# Share of voice
Con la locuzione Share of voice si indica "il peso pubblicitario" di una marca, espresso sotto forma di una percentuale all'interno di un definito mercato o segmento di mercato in un dato periodo. Questo peso è comunemente definito in termini di spese, pagine, siti, poster etc.
La share of voice è data dal rapporto fra gli investimenti in comunicazione di una determinata marca e gli investimenti complessivi del settore merceologico di appartenenza. Oggi, grazie anche all'utilizzo di software per la pianificazione pubblicitaria, il calcolo della share of voice viene effettuato, nella gran parte dei casi, sulla base dei gross rating point sviluppati dalle campagne in riferimento alle singole marche.